# لور لارگو
لور لارگو (به انگلیسی: Lower Largo) یک روستا در بریتانیا است که در فایف واقع شده‌است.